# وندی وایلند
وندی وایلند (انگلیسی: Wendy Wyland; ۲۵ نوامبر ۱۹۶۴ – ۲۷ سپتامبر ۲۰۰۳) شیرجه‌رو اهل ایالات متحده آمریکا بود.